# Fuso (araldica)
Fuso è un termine utilizzato in araldica per indicare un quadrilatero allungato. Nelle arme toscane: piccone.
Il fuso è simile alla losanga, ma più allungato. Simboleggia sapienza e lavori femminili. In pochi casi il termine indica il vero e proprio strumento per la filatura: in tal caso sarà opportuno blasonarlo.
Quattro fusi possono essere attestati a costituire una croce.
Dicesi fusato uno scudo coperto di fusi accollati ed appuntati.

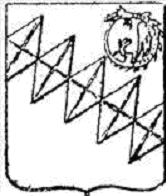
Banda di fusi
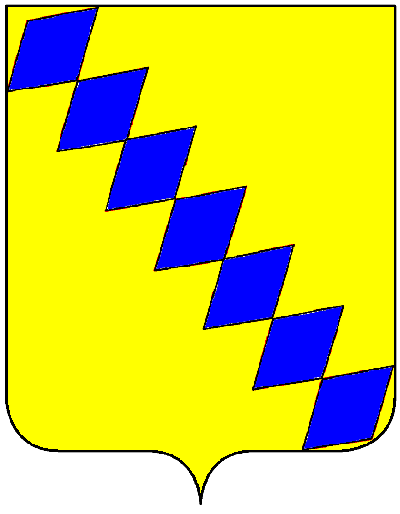
Banda di fusi accollati, nello stemma dei Foscarini
Fuso di verde in capo, nello stemma civico di Acciano
D'azzurro, a tre fusi d'oro, ordinati in fascia
D'argento, alla croce di quattro fusi di rosso
Fuso femminile nello stemma civico di Fusignano
Fusato d'argento e di rosso. Stemma dei Grimaldi di Monaco